# Tilly and The Wall
Tilly and The Wall var en indie-pop-gruppe fra USA.
Tilly And The Wall var et indie-pop band fra Omaha, Nebraska, som var aktive i perioden 2001-2013. 
Tilly And The Wall blev dannet i 2001 af resterne af flere Omaha bands, bl.a. Conor Oberst's Park Ave., som bl.a. Neely Jenkins og Jamie Pressnall var medlemmer af.
Gruppens første selvfinansierede udgivelse blev indspillet i Conor Oberst's garage, lige som deres debutplade "Wild Like Children" (2004) udkom på Oberst's eget label, Team Love.
Tilly And The Wall har taget navn efter en børnebog, Tillie and the Wall, skrevet af Leo Lionni.
Gruppen er kendt for at have en stepdanser, Jamie Pressnall, i stedet for en trommeslager.

## Medlemmer
- Jamie Pressnall – stepdanser
- Derek Pressnall – vokal , guitar
- Neely Jenkins – vokal, shakers, bells, bas
- Nick White – keyboard
- Kianna Alarid – vokal, shakers, tamburin, fløjte, bas

| Musikgruppe | Spire Denne artikel om en amerikansk musikgruppe er en spire som bør udbygges. Du er velkommen til at hjælpe Wikipedia ved at udvide den. |